# NGC 426
NGC 426 је елиптична галаксија у сазвежђу Кит која се налази на NGC листи објеката дубоког неба.
Деклинација објекта је - 0° 17' 23" а ректасцензија 1h 12m 48,5s. Привидна величина (магнитуда) објекта NGC 426 износи 12,8 а фотографска магнитуда 13,8. NGC 426 је још познат и под ознакама UGC 760, MCG 0-4-35, CGCG 385-26, NPM1G -00.0041, PGC 4363.